# Eduard Ergartowitsch Rossel

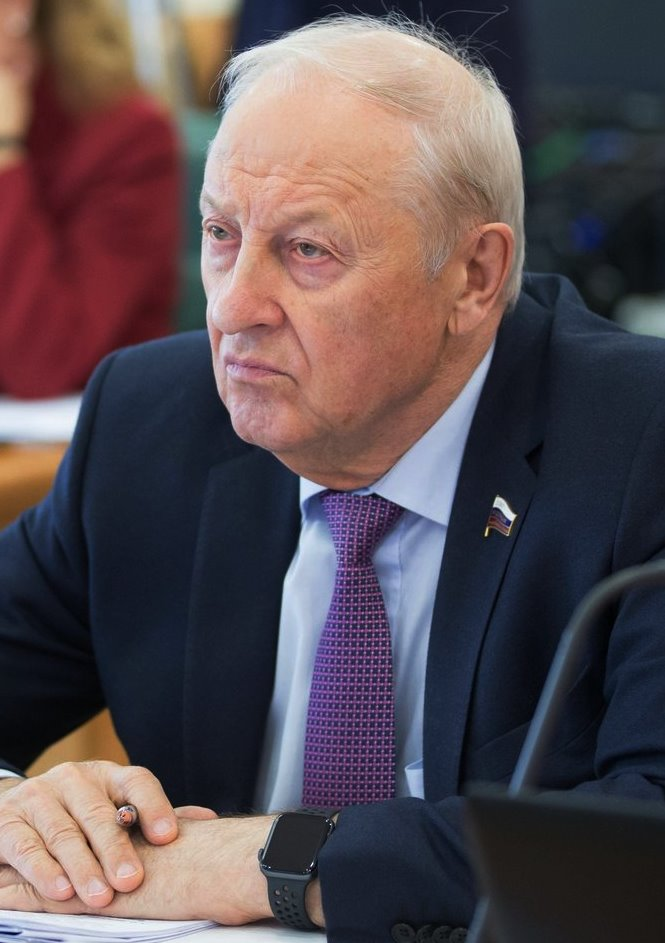
Eduard Rossel (2018)

Eduard Ergartowitsch Rossel (russisch Эдуард Эргартович Россель, wiss. Transliteration Ėduard Ėrgartovič Rossel'; * 8. Oktober 1937 in Bor bei Gorki) ist ein russischer Politiker und war von 1995 bis 2009 Gouverneur der Oblast Swerdlowsk. Er ist Mitglied des Föderationsrates und dessen Deutsch-Russischer Freundschaftsgruppe, des Oberhauses des russischen Parlaments.
Rossel wurde als Sohn wolgadeutscher Eltern geboren. Sein Vater wurde 1938 vom NKWD hingerichtet und er blieb mit seiner Mutter zurück. Diese heiratete einen ukrainischen Mann. Rossels ursprüngliche Sprache war Deutsch, aber aufgrund der zweiten Heirat seiner Mutter begann er zu Hause hauptsächlich russisch zu sprechen. Er lebte mit seiner Mutter und seinem Stiefvater bis 1942 zusammen, als beide Eltern in ein Zwangsarbeitslager in Uchta gebracht wurden. Drei Tage lang lebte er ganz allein, bis ihn eine Nachbarin aufnahm. Als er erkannte, dass sie viele Kinder zu ernähren hatte, beschloss er im Herbst 1942, mit einer Tasche und einem Taschenmesser fortzugehen. Er ging zu einem Bahnhof und schlich sich, während der Zugführer nicht hinsah, in einen Zug und blieb dort, bis der Zug Kirow erreichte. Dort ging er hinaus und beschloss, um Essen zu betteln, weil er hungrig war, aber die sowjetische Miliz nahm ihn gefangen und brachte Rossel in eine Kinder-Strafkolonie. Drei Tage später entkam er aus der Kolonie. Er kehrte zum Bahnhof zurück und nahm den Zug nach Werchnekamsk. Er lebte in Werchnekamsk bis Oktober 1947 als Obdachloser. Er wurde noch zweimal in eine Kinder-Strafkolonie gesteckt, aber entkam jeweils wieder. Rossels Mutter wurde im Oktober 1947 freigelassen und kam noch im selben Jahr wieder mit ihm zusammen. Mutter und Sohn zogen nach Gerd-Jol, einer Stadt nahe Uchta. Nach sieben Jahren Schulbesuch wollte er die landwirtschaftliche Berufsschule in Syktywkar besuchen, aber Deutschenfeindlichkeit verhinderte dies. 1962 absolvierte Rossel die Staatliche Bergbau-Universität Ural. Sein einziges Kind, eine Tochter, heiratete einen Russlanddeutschen und zog nach Deutschland.
Rossel ist einer der einflussreichsten und bekanntesten Lokalpolitiker Russlands und hat ein eher schlechteres politisches Verhältnis zu Präsident Wladimir Putin. Er galt als ungovernable governor (unregierbarer Regierungschef).
2008 wurde er mit der Verdienstmedaille des Landes Baden-Württemberg ausgezeichnet, 2019 erhielt er den Demidow-Preis der Russischen Akademie der Wissenschaften.
Im Dezember 2009 wurde Rossel per Dekret des neuen Gouverneurs der Oblast Swerdlowsk zum Vertreter der Region im Föderationsrat der Russischen Föderation ernannt. Er besitzt einen Doktortitel in technischen Wissenschaften und Wirtschaftswissenschaften. Er ist zudem Mitglied der Russischen Akademie der Ingenieurwissenschaften und der Internationalen Akademie für regionale Zusammenarbeit und Entwicklung.